# Secretaría de Estado de Cooperación Internacional
La Secretaría de Estado de Cooperación Internacional (SECI) de España es el órgano superior del Ministerio de Asuntos Exteriores, Unión Europea y Cooperación responsable, bajo la dirección del ministro, de la planificación, dirección, ejecución y evaluación de las políticas de cooperación para el desarrollo sostenible, acción humanitaria y educación para el desarrollo sostenible y la ciudadanía global, desarrollada por la Administración General del Estado y entidades públicas dependientes, así como de la coordinación de la acción cultural exterior.

## Historia
La Secretaría de Estado de Cooperación Internacional se crea en 1985 bajo la denominación de Secretaría de Estado para la Cooperación Internacional y para Iberoamérica (SECIPI). Asumía la dirección, programación, control y evaluación de las actividades que en materia de cooperación internacional cultural, económica, científica y técnica, desarrollaban los órganos del Ministerio, así como la coordinación de las actividades que en esta área tuviesen atribuidos otros órganos de la Administración.
Asimismo, se estructuraba en tres direcciones generales: de Relaciones Culturales; de Cooperación Técnica Internacional; y de Relaciones Económicas Internacionales. A partir de 1988, con la creación de la AECID, la agencia se adscribió a la Secretaría de Estado y su titular asumió la presidencia de esta, sufriendo al mismo tiempo una reforma que redujo a dos las direcciones generales, suprimiendo la de Cooperación Técnica Internacional.
En el año 2000 la Secretaría de Estado de Asuntos Exteriores (SEAEX) asumió las competencias en materia de relaciones económicas internacionales y cedió a la SECIPI las competencias sobre la política exterior iberoamericana, a través de la Dirección General de Política Exterior para Iberoamérica.
La reforma más destacable la sufrió en el año 2004, cuando perdió las competencias en política exterior iberoamericana en favor de la SEAEX y simplificó su denominación a Secretaría de Estado de Cooperación Internacional, estructurándose en dos subdirecciones generales: de Planificación y Evaluación de Políticas de Desarrollo, y de Programas y Convenios Culturales y Científicos. En 2005, la primera de las subdirecciones generales fue elevada al rango de dirección general bajo la denominación de Dirección General de Planificación y Evaluación de Políticas para el Desarrollo. A partir de 2008 se suprime la Subdirección General de Programas y Convenios Culturales y Científicos.
A principios de 2012 la Secretaría de Estado recupera sus competencias iberoamericanas y su dirección general se eleva a secretaría general, llamándose Secretaría General de Cooperación Internacional para el Desarrollo. Para desarrollar sus competencias sobre Iberoamérica tenía la Dirección General para Iberoamérica.
En 2017 cambia su denominación a «Secretaría de Estado de Cooperación Internacional y para Iberoamérica y el Caribe», así como el nombre de sus órganos adscritos, para remarcar el deseo de potenciar las relaciones con el Caribe.
En 2020 perdió las competencias en asuntos de Iberoamérica y el Caribe en favor de la Secretaría de Estado de Asuntos Exteriores y para Iberoamérica y el Caribe, centrándose únicamente en la política de cooperación internacional.

## Dependencias
La Secretaría de Estado de Cooperación Internacional se estructura a través de los siguientes órganos directivos, a través de los cuales ejerce sus competencias:
- La Dirección General de Políticas de Desarrollo Sostenible.
  - La Subdirección General de Planificación y de Coherencia de Políticas.
  - La Subdirección General de Políticas de Desarrollo Multilateral y Europeas.
  - Los Embajadores en Misión Especial que se designen en su respectivo ámbito competencial.
- La Oficina de Evaluación de la Cooperación Española, con rango de Subdirección General.

Como órgano de apoyo político y técnico de la persona titular de la Secretaría de Estado existe un Gabinete, con nivel orgánico de Subdirección General.

### Organismos adscritos
- Agencia Española de Cooperación Internacional para el Desarrollo (AECID).
- Academia de España en Roma (funcionalmente).

## Presupuesto
La Secretaría de Estado de Cooperación Internacional tiene un presupuesto asignado de 1 006 646 190 € para el año 2023. Gran parte del presupuesto es administrado por la Agencia Española de Cooperación Internacional para el Desarrollo (AECID). De acuerdo con los Presupuestos Generales del Estado para 2023, la SECI participa en tres programas:
| Nº Programa                                  | Programa | Dotación        | Ref.   |
| -------------------------------------------- | --- | --------------- | ------ |
| 143A                                         | Cooperación para el desarrollo | 299 413 640 €   | [ 9 ]  |
| 143A                                         | Cooperación para el desarrollo a través de la Agencia Española de Cooperación Internacional para el Desarrollo                                                | 699 989 550 €   | [ 9 ]  |
| 144A                                         | Cooperación, promoción y difusión cultural en el exterior a través de la Agencia Española de Cooperación Internacional para el Desarrollo                     | 5 233 000 €     | [ 10 ] |
| 14KB C11.I02                                 | Proyectos tractores de digitalización de la Administración General del Estado a través de la Agencia Española de Cooperación Internacional para el Desarrollo | 2 010 000 €     | [ 11 ] |
| Total presupuesto de la Secretaría de Estado | Total presupuesto de la Secretaría de Estado | 1 006 646 190 € |        |

## Secretarios de Estado
La persona titular de la Secretaría de Estado de Cooperación Internacional preside la Agencia Española de Cooperación Internacional para el Desarrollo.
Desde su creación en 1985, los secretarios de Estado han sido:
- Luis Yáñez-Barnuevo (1985-1991)
- Inocencio Arias (1991-1993)
- José Luis Dicenta Ballester (1993-1995)
- Miguel Ángel Carriedo Mompín (1995-1996)
- Fernando María Villalonga Campos (1996-2000)
- Miguel Ángel Cortés Martín (2000-2004)
- Leire Pajín (2004-2008)
- Soraya Rodríguez (2008-2011)
- Jesús Manuel Gracia Aldaz (2012-2016)
- Fernando García Casas (2016-2018)[12]
- Juan Pablo de Laiglesia (2018-2020)[13]
- Ángeles Moreno Bau (2020-2021)[14]
- Pilar Cancela Rodríguez (2021-2023)[15]
- Eva Granados (2023-presente)[16]